# Anna Q. Nilsson
Pour les articles homonymes, voir Nilsson.
Anna Quirentia Nilsson, née le 30 mars 1888 à Ystad, en Suède, et morte le 11 février 1974 à Hemet, en Californie, est une actrice suédoise, révélée par le cinéma muet américain. Elle émigra aux États-Unis en 1905.

## Filmographie partielle
- 1911 : The Express Envelope de Kenean Buel
- 1911 : The Flash in the Night de Kenean Buel
- 1912 : Two Spies : Vera Cross
- 1912 : Battle of Pottsburg Bridge de Kenean Buel
- 1912 : Tide of Battle de Kenean Buel
- 1912 : The Confederate Ironclad de Kenean Buel
- 1913 : Uncle Tom's Cabin de Sidney Olcott
- 1914 : A Diamond in the Rough de Guy Coombs
- 1915 : Regeneration de Raoul Walsh
- 1917 : Seven Keys to Baldpate de Hugh Ford
- 1919 : Auction of Souls : Edith Graham
- 1919 : Le Dictateur (Soldiers of Fortune) d'Allan Dwan
- 1919 : Un jeune homme trop rangé (A Very Good Young Man) de Donald Crisp
- 1919 : Cheating Cheaters de Allan Dwan
- 1919 : La Sacrifiée (Her Kingdom of Dreams) de Marshall Neilan
- 1920 : Le Tour du monde d'un gamin irlandais (The Luck of the Irish) de Allan Dwan
- 1920 : In the Heart of a Fool d'Allan Dwan
- 1921 : La Fille du banquier (The Oath) de Raoul Walsh
- 1922 : Les Trois Revenants (Three Live Ghosts) de Edmund Goulding
- 1922 : Le Train rouge (Hearts Aflame) de Reginald Barker
- 1923 : Enemies of Children de Lillian Ducey et John M. Voshell
- 1923 : Ponjola de Donald Crisp
- 1923 : La Rançon d'un trône (Adam's Rib) de Cecil B. DeMille
- 1923 : La Brebis égarée (The Spoilers), de Lambert Hillyer
- 1923 : Le Raz-de-marée (Thundering Dawn) de Harry Garson
- 1924 : Inez from Hollywood d'Alfred E. Green
- 1924 : The Breath of Scandal de Louis Gasnier
- 1924 : Le Fleuve de feu (Flowing Gold) de Joseph De Grasse
- 1924 : Hello, 'Frisco de Slim Summerville
- 1924 : À travers la tempête (The Fire Patrol) de Hunt Stromberg
- 1925 : One Way Street de John Francis Dillon
- 1925 : Les Orphelins de la mer (The Splendid Road) de Frank Lloyd
- 1925 : The Top of the World de James Kirkwood Sr.
- 1925 : Winds of Chance de Frank Lloyd
- 1926 : Vagabond malgré elle (Miss Nobody) de Lambert Hillyer
- 1927 : Sorrell and Son de Herbert Brenon
- 1927 : Easy Pickings de George Archainbaud
- 1928 : L'Amazone des mers (Blockade) de George B. Seitz
- 1933 : The World Changes de Mervyn LeRoy
- 1947 : Cynthia de Robert Z. Leonard
- 1947 : Ma femme est un grand homme (The Farmer's Daughter) de H. C. Potter
- 1948 : La Course aux maris (Every Girl Should Be Married) de Don Hartman
- 1950 : Boulevard du crépuscule (Sunset Boulevard) de Billy Wilder
- 1951 : Le Droit de tuer (The Unknown Man) de Richard Thorpe
- 1954 : Les Sept Femmes de Barbe-Rousse (Seven Brides For Seven Brothers) de Stanley Donen